# Ursulinenklooster (Valkenburg)

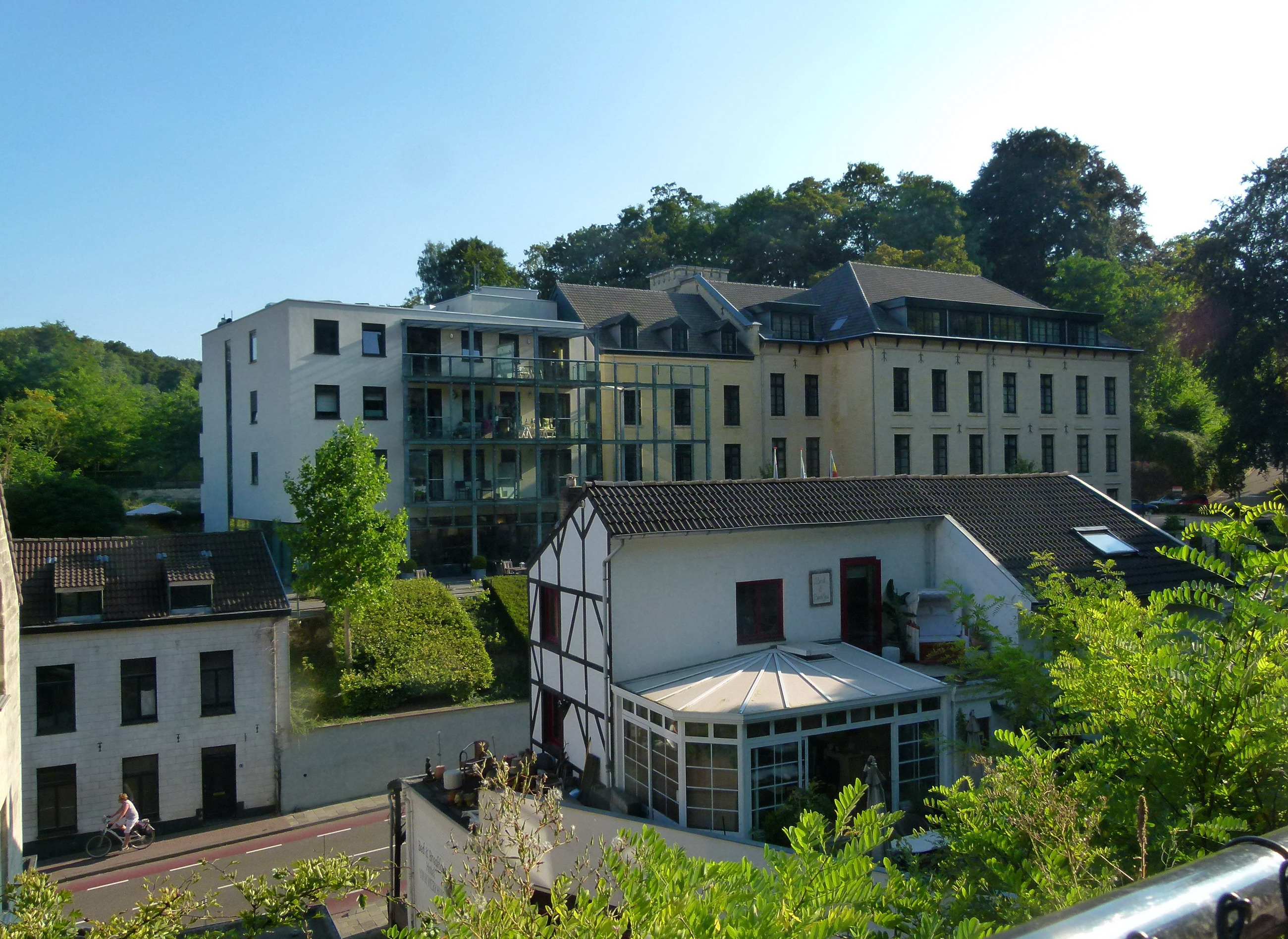
Voormalig Ursulinenklooster

Het voormalig Ursulinenklooster bevindt zich aan Cauberg 19 te Valkenburg in Nederlands Zuid-Limburg.
Ten zuidwesten van het kloostergebouw ligt de Heilig Hartgroeve.

## Geschiedenis
Oorspronkelijk stond hier een villa die in 1843 werd gebouwd voor de Engelsman F.A. Rising. Vanuit deze villa werd van 1876-1877 een klooster met neogotische kapel gebouwd voor de zusters Ursulinen uit Ahrweiler, die vanwege de Kulturkampf uit Duitsland verdreven werden. In 1882, 1892 en 1902 werden nog delen aan het klooster toegevoegd.
In 1920 keerden de zusters weer naar Duitsland terug en werd het klooster verkocht aan de paters van de Congregatie van de Heilige Harten van Jezus en Maria. Zij vestigden hier een hoger opleidingshuis voor missionarissen.
Ook de paters trokken weg, en in 1974 werd de kapel en een deel der overige gebouwen afgebroken. Wat bleef werd eigendom van ECR Domaine Cauberg (European Care Residences), een bedrijf dat luxe woon-zorgappartementen exploiteert. Het complex werd gemoderniseerd en er kwam een moderne aanbouw.